# Justyn Węglorz
Justyn Alojzy Węglorz (ur. 27 maja 1958 w Rybniku) – polski koszykarz, reprezentant kraju, olimpijczyk, wielokrotny medalista mistrzostw Polski.
Brał udział w czterech finałach mistrzostw Europy, zajął siódme miejsce w Igrzyskach Olimpijskich w Moskwie. Karierę zaczynał w ROW Rybnik. Z drużyną Zagłębia Sosnowiec dwukrotnie zdobył mistrzostwo Polski.
Opuścił Zagłębie i przeniósł się na Węgry do małej górniczej osady Oroszlány, w pierwszym sezonie klub walczył o utrzymanie. W 1987 do klubu przyszedł szkoleniowiec Tomasz Służałek i koszykarz Dariusz Szczubiał i zespół wywalczył 3. miejsce. Kolejny sezon wspólnej gry przyniósł finał Pucharu Węgier, wicemistrzostwo kraju oraz grę w Pucharze Koracza. W następnym sezonie sekcję koszykówki rozwiązano, a Węglorz wrócił do Victorii Sosnowiec.
Z zawodu cieśla górniczy. Prowadzi stację benzynową. Ma żonę Małgorzatę oraz córkę Patrycję.

## Osiągnięcia
Drużynowe
- Mistrz Polski:
  - 1985, 1986
  - juniorów (1977)
- Wicemistrz:
  - Polski (1995)
  - Węgier (1989)
- Brązowy medalista mistrzostw:
  - Węgier (1988)
  - Polski:
    - 1981, 1984, 1989, 1991
    - juniorów (1978)
- Zdobywca pucharu Polski (1983)
- Finalista pucharu:
  - Węgier (1988, 1989)
  - Polski (1984, 1989)
- Uczestnik rozgrywek pucharu:
  - Europy Mistrzów Krajowych (1985–1987 – I runda)
  - Koracia (1994/1995 – II runda)

Indywidualne
- MVP mistrzostw Polski U-18 (1977)
- Zaliczony do I składu:
  - najlepszych zawodników polskiej ligi (1985)
  - mistrzostw Polski juniorów (1977, 1978)
- Lider strzelców mistrzostw Polski juniorów (1977)

Reprezentacja
- Uczestnik:
  - igrzysk olimpijskich (1980 – 7. miejsce)
  - mistrzostw Europy (1979 – 7. miejsce, 1981 – 7. miejsce, 1983 – 9. miejsce, 1985 – 11. miejsce)
  - kwalifikacji olimpijskich (1980)